# 赫尔曼·麦德森
威廉·赫尔曼·奥卢夫·麦德森（丹麥語：Vilhelm Herman Oluf Madsen，1844年4月11日—1917年6月14日）是一位丹麦政治人物、军官、商人和发明家。他是物理学家索尔瓦尔德·麦德森的父亲。
麦德森于1859年开启军旅生涯，1864年参加普丹战争时军衔是中尉，1896年时至上校。1902年麦德森为丹麦陆军负责改制了麦德森轻机枪，受到多国采用。他也带头研制了麦德森20毫米防空机关炮。
1901-1905年，麦德森在登泽尔内阁中担任战争大臣一职，任内他支持增强哥本哈根的防御工事，这导致左翼改革党内发生冲突，党内的左派脱党建立了社会自由党。
麦德森于1903年升任将军，1909年进入丹麦议会。他本人对数学也很感兴趣，曾在1903-1910年间担任丹麦数学学会主席。